# Csiba Mamoru
Csiba Mamoru (地場 衛, a magyar változatban Bourdu) egy főszereplő a Sailor Moon című mangában és animékben. Földi identitása mellett ő Tuxedo Mask (タキシード仮面, az Álarcos Férfi vagy Maszkos Férfi), akinek feladata a holdharcosok védelmezése. Bár nem harcos, hasonló erővel rendelkezik, mint ők. Ennek oka a Sailor Crystal, melynek, mint a Föld koronahercegének és védelmezőjének, erőkiterjesztő hatása van rá. Pszichikai erőkkel is rendelkezik, például pszichometria és gyógyítás, mely képességei folyamatosan bukkannak fel, de leginkább csak a mangában és a Sailor Moon Crystal sorozatban.

## A szereplő
Mamoru Cukino Uszagi romantikus vágyainak tárgya. A fiút gyakran festik le sztoikusnak és introvertáltnak.  Valószínűleg ez azért lehet, mert mikor kisgyermek volt, a szülei meghaltak egy autóbalesetben. Ez blokkolta jelenbeli életének gyermekkori memóriáját, de felszabadította egy korábbi létezésének emlékeit, mikor Endymion hercegként a Föld védelmezője volt. Kutatásba kezdett hajdani szerelme, Serenity hercegnő után, miután rendszeresen visszatérő álmai miatt úgy véli, ez segíthet visszakapni emlékeit (az eredeti animesorozatban Serenity hercegnő kérlelte álmában, hogy keresse meg neki a kristályt). Az ellenség már az alaptörténet idején elfogja őt és agymosásnak veti őt alá, ami később is megtörténik, mert ezzel is fájdalmat próbál okozni az aktuális ellenfél Uszaginak.
A sorozatban Mamoru és Uszagi együtt járnak. A kapcsolatunk ebben az életükben nem volt szerelem az első látásra, az csak fokozatosan alakult ki, ahogy mindketten felfedezték a másik valódi kilétét. A mangában és a Sailor Moon Crystalban hamarabb történt ez meg, az eredeti animében nagyon sokáig nem tudták, hogy bár civilben gúnyolódnak egymással, valójában mint Sailor Moon és Tuxedo Mask, egy célért harcolnak, igaz saját érdekeiket képviselve. Végül szerelmük beteljesedik, igaz, nem marad teljesen zökkenőmentes, ami különösen az eredeti animében van kidomborítva (ott a 61. és 77. rész között szakítanak, mert a jövőbeli Endymion király rémálmokat bocsát Mamorura, amely szerint ha együtt maradnak, annak szörnyű vége lesz Uszagira nézve. Idővel kiderül, hogy az egész az ellenség éberségének elaltatása céljából történt). Idővel Uszagi becenevén, Mamo-channak szólítja a fiút. Két év randevúzás után Mamoru egy eljegyzési gyűrűt ad a lánynak, és a pár végül megházasodik. A jövőben közös gyermekük is születik: Csibiusza, aki iránt mindig nagy szeretettel viselkedik, mely a múltban számos bosszúságot okoz a féltékeny Uszaginak.
A mangában és a Sailor Moon Crystalban élettörténete jobban ki van domborítva. Szülei halálos autóbalesetet szenvedtek, mely az ő életét is megváltoztatta (elvesztette az emlékezetét), ráadásul éppen a hatodik születésnapján történt mindez. Álarcos Férfiként való megjelenésével és valódi kilétével eleinte nehezen birkózott meg, később azonban találkozott a Holdharcosokkal, és a viszonya átalakult. Megvan az a képessége, hogy belépjen álmokba és értelmezni tudja azokat, képes begyógyítani a sérüléseket, és a Föld általános állapota kihat az ő egészségére is. A bal fülében fülbevalót hord a mangában, amit egyik animesorozat sem vett át. Az eredeti animében sokkal inkább fizikai erejét láthatjuk megjelenni. Nem egyszer szemtől-szembe olyan ellenfelekkel harcol, és tartja fel őket, akik ellen egyenként, akár együtt is már kudarcot vallottak a lányok. A mára már szignatúra értékű rózsa is csak itt jelenik meg, semelyik másik verzióban nem láthatjuk. A rózsát legtöbbször csak az ellenség megzavarására használja, de néhány ritkább esetben hatékony fegyverként veti be. A legkülönlegesebb az első évad végén láthatjuk ezt a képességét, amikor a rózsával halálos sérülést okoz Beryl-nek, amit már csak Metalia erejével tud regenerálni. A mangával és a Crystal-al ellentétben az eredeti animebeli Mamoru sokkal misztikusabb és sokkal több szerepe van a lányok szemszögén kívül. Múltja viszont itt nincs túlzottan megmutatva, a mangában több szó esik róla. Az utolsó két évadban kevésbé vesz már részt a harcban, mint az első háromban. Az első évadában egy rövid ideig randevúzik Hino Rei-vel, bár úgy tűnik, nem igazán lelkes.

## A karakterről
A kandzsi Mamoru nevében „föld” (地 csi) és „hely” (場 ba) jelentésű. Együttesen pedig „lokális” vagy „helyi”, ami Endymion herceg Földi származására utal. A keresztneve jelentése „védelem” (衛 mamoru), a személyiségét jelezi és fő szerepkörét a történetben. Az angol változat „Darien”-jének jelentése szintén védelmező. 
Takeucsi Naoko eredeti ötlete az volt, hogy Mamoru kódneve legyen „Mysterious 2098 Face”, de ezt később elvetette.
Az Endymion név forrása a görög mitológia, ahol az azonos nevű pásztor Szelené holdistennő szerelme volt. Szeléné neve pedig megfeleltethető Serenity hercegnőével.

## Megjelenései
Mamoru a sorozat előrehaladásával időnként új álnevet és titkos személyazonosságot választ.

### Tuxedo Mask
Tuxedo Mask (Álarcos Férfi, egyes korai epizódokban Maszkos Ember) egy olyan titkos személyazonosság, amit Mamoru azért hozott létre magának, hogy zavartalanabbul tudjon kutatni az Ezüstkristály után. Fehér álarccal takarja el az arcát, cilindert és szmokingot visel, vörös bélésű köpennyel. Az első animében és a PGSM-ben fekete nádpálcát hord, amit kardként is használ.
A történetben egy rejtélyes alakként jelenik meg, aki ugyanazt keresi, mint a lányok, az Ezüstkristályt. Ahogy később kiderül, egy álom készteti erre, ahol egy ismerős női alak kéri tőle, hogy keresse meg. Mamoru úgy gondolja, hogy a kristály segítségével visszanyerheti az elvesztett múltját. Luna kezdetben óvja Uszagit, hogy megbízzon az idegenben, de mikor elkezdenek vonzódni egymáshoz és fény derül Mamoru igazi személyazonosságára, lemond a fenntartásairól. Az első animében gyakran látjuk, amint lenyűgöző ügyességgel veszi semmibe a gravitációt, magas és keskeny rudak, oszlopok tetején egyensúlyoz. Az „átalakulását” Tuxedo Mask-ká nem tudja szabályozni, ha Sailor Moon veszélyben van, önkéntelenül változik át a megmentőjévé. Majd később egy olyan jelenet szemtanúi is lehetünk, mikor szándékosan veszi fel Tuxedo Mask öltözékét, oly módon, hogy egy rózsát húz ki a zsebéből, körülötte a színek megváltoznak és „berepül” a maszkja és az öltönye. Ettől a résztől kezdve már tudatosan képes átváltozni, amikor szüksége van rá.

### Endymion herceg
Endymion a Föld koronahercege volt az Ezüst Millennium alatt. Négy őrzője volt: a Sitennó, akik úgy védték az urukat, mint a holdharcosok Serenity hercegnőt. Ő és a Hold hercegnője egymásba szerettek, noha ezt nem lett volna szabad. Mikor a Dark Kingdom seregei lerohanták a Holdat, Endymion szerelme védelmében esett el, azonban ő is esélyt kapott rá, hogy a jövőben új életet kezdhessen. Mamoruként csak később jött rá a saját identitására (amikor súlyosan megsérül, illetve a mangában meg is ölik), ám ekkor Beryl királynő elrabolja őt, és a sötét energia segítségével a saját szolgálatába állítja. Az eredeti animében eleinte nem hat rá a sötét energia, és gyakran kiütközik belőle a jó természete, nem akar összecsapni a holdharcosokkal. Ekkor is dobál rózsát, de az jellemzően fekete színű. Miután Sailor Moon majdnem visszahozza őt a jó oldalra, még több sötét energiát kap, amely teljesen a gonosz hatalmának adja át őt. Végül a Sailor Moon iránt érzett szerelmének záloga, a Star Locket lesz az, amely visszaadja emlékeit. Ebben a változatban Uszagihoz hasonlóan szükség esetén ő is képes felvenni ezen alakját. Endymion-ként Mamoru megnövekedett erőre tesz szert, és láthatólag megnövekedett ellenállása lesz mindenfajta mágikus erővel szemben. Ezzel szemben a mangában és a Sailor Moon Crystalban a halott Endymion végleg a Dark Kingdom szolgájává változik. Elrabolja Sailor Moon-t, és az Északi-sarkon próbálja belőle kínzással kiszedni, hol lehet az Ezüstkristály. Nem sejti, hogy egy darabja éppen az ő testében van. Sailor Moon megpróbálja megölni őt, de a kristály alakjává változott Sitennó megvédi őt. Majd saját magával is végezne, de az Ezüstkristály reaktiválódik, és megvédi mindkettejüket. Endymion visszanyeri emlékeit, annak az árán, hogy megvakul. Teljes erejét csak a Dark Kingdom legyőzését követően kapja vissza, korábbi életével együtt.

### Endymion király
A sorozat későbbi epizódjaiban Mamorut, mint a jövendőbeli Kristály Tokió uralkodóját és Neo-Queen Serenity férjét mutatják be, körülbelül a 30. században. Fehér és levendula színű szmokingot hord és egy jogart. Először a manga 18. fejezetében jelenik meg, mint szellemkép - valódi teste a kristályváros központjában fekszik, kómában. Segíti a holdharcosokat a Black Moon Clan-nal folytatott küzdelmük során. Kiderül róla, hogy az Ezüstkristály hatására nem öregedett, s körülbelül húszas éveiben jár még mindig. Jogara végében található az Aranykristály, melyet Héliosz ad neki át a manga negyedik részének végén. Az első animében ennél is kevesebb szerepe van: mindössze a második évadban látható szellemképként, illetve a negyedik évad során történik egyszer utalás arra Diana által, hogy a jövőbeli király, ha nem szeretne részt venni fontos banketteken vagy találkozókon, betegséget színlel.

### Holdfénylovag
A Holdfénylovag (月影の騎士) csak az eredeti animében jelenik meg, méghozzá a Sailor Moon R első felében, a filler epizódok során. Mikor Uszagi az első rész végén újra csak egy normális lány szeretett volna lenni, mindenki memóriájában „elrejtőzött” az, ami addig történt, Mamorut is beleértve. Mindazonáltal a fiú tudat alatt továbbra is védeni akarta Uszagit, és minden rá vonatkozó emléke leválva róla a Holdfénylovag alakjában öltött testet. Ezért ők képesek voltak egy időben két külön személyként megjelenni. Mikor a fiú visszanyerte emlékeit, a lovag eltűnt. 
A lovag főként arab stílusú fehér ruhákban látható és a fegyvere, kard. Tuxedo Mask vörös rózsáival szemben ő fehérekkel jelzi a jelenlétét.

## Képességei és készségei
Mind a mangában, mind az animében Tuxedo Mask széles skáláját mutatja be a különböző támadásoknak. Mint a többi holdharcos, ő is rendelkezik Star Seed-del, melyet először tőle kellett elvennie Sailor Galaxiának, hogy leigázhassa a Földet. A mangában ez a Star Seed nem egyszerűen aranyszínű, hanem maga az Aranykristály, mely Endymion saját varázserejű köve, s az Ezüstkristályhoz hasonlóan félelmetesen erős.
- Tuxedo La Smoking Bomber - robbanó energiát lő ki a kezéből.
- Pink Sugar Tuxedo Attack- Lányával kombinált erejének eredménye, ez a csak a mangában és a musicalekben használt támadás.
- Tuxedo Power! - A PGSM-ben használják, mikor átváltozik Tuxedo Mask-ká
- Rózsahajítás - Mamoru szignatúra értékű jelzése az animében (és néha a musicalekben is). Úgy tűnik ezeknek a különleges virágoknak hatalmukban áll mágikus védfalakat megtörni, erőtereket megrepeszteni, szörnyeket meghátrálásra késztetni, valamint támadásokat hatástalanítani. Pár ritkább esetben támadófegyverként is bevetette, sokszor egyfajta világos energia kíséretében. Az eredeti anime első évadban láthatjuk, hogy ezeket a rózsákat maga bírja előteremteni a semmiből, mindenfajta erőlködés nélkül.
- Teleportáció - mikor Beryl királynő hatása alá kerül, különleges helyváltoztató képességének adja jelét, de nem tisztázott, hogy ez saját erejéből vagy Beryl hatalmából ered-e.
- A mangában különleges mentális képességek birtokosa, például képes megérteni az álmokat.
- Saját életerejének átadásával tud gyógyítani. Mivel azonban közte és a Föld között szoros kapcsolat áll fenn, ezért ha a Föld nagy bajban van, az ő egészsége is megromlik.
- Közelharcban fegyvere a nádpálcája, Endymionként pedig a kardja.

## Megformálói
A japán változat eredeti szinkronhangja a veterán szinkronszínész Furuja Tóru volt, az új sorozatban pedig a hozzá hasonló orgánumú Nodzsima Kendzsi. A magyar változatban két hangja is volt: az első évadban végig Debreczeny Csaba alakította, majd a második évadban felváltva szinkronizálta Holl Nándorral, végül ez utóbbi lett az állandó hang. A magyarra szinkronizált R-filmben Ropog József alakította.
A musicalekben kilenc színész játszotta őt, a legemlékezetesebbek Szanó Mizuki, Amano Kouszei, Sirota Jú, és Jamato Juga voltak. Az élőszereplős sorozatban Sibue Jouji játszotta.